# Ben Folami
Gbenga Tai „Ben“ Folami (* 8. Juni 1999 in Sydney) ist ein australischer Fußballspieler.

## Karriere

### Klub
Er startete seine Spielerkarriere nicht in seinem Heimatland, sondern in England in der Jugend von Ipswich Town. Hier durchlief er dann die U-18 und die U-21 und wechselte von dieser schließlich Anfang 2020 auf Leihbasis zum FC Stevenage, wo er jedoch aufgrund des Ausbruchs der Covid-19-Pandemie nicht so oft zum Einsatz kam, damit kehrte er auch schon im Mai wieder zu Ipswich zurück. Als Nächstes ging es dann per Leihe im Oktober in sein Heimatland zu Melbourne Victory. Zur Saison 2021/22 wechselte er dann schließlich auch ablösefrei auf fester Basis zu dem Klub in der A-League.

### Nationalmannschaft
Sein Debüt in der australischen Nationalmannschaft hatte er am 24. März 2022 bei einer 0:2-Niederlage gegen Japan, wo er in der 90. Minute für Gianni Stensness eingewechselt wurde.